# Rodrigo Borja Cevallos
Rodrigo Borja Cevallos GColIH (Quito, 19 de junho de 1935) é um político do Equador, que serviu como presidente do seu país de 1988 até 1992.

## Biografia
Borja nasceu em Quito, a capital do Equador, descendente por varonia de Juan de Borja, 2.º Duque de Gandia. Ele ajudou a fundar o Partido Democrático de Esquerda, um partido político socialista que rapidamente ganhou força. Ele serviu diversos mandatos no Congresso, somente saindo em 1982. Borja concorreu pela primeira vez para Presidente do Equador em 1978, acabando em quarto lugar.
Foi presidente da república do Equador de 10 de agosto de 1988 a 10 de agosto de 1992.
Ele novamente concorreu em 1984, recebendo a maior parte dos votos no primeiro turno, 36%, mas sendo derrotado no turno final. Ele obteve êxito ao vencer a eleição presidencial de 1988, e focou nos problemas econômicos do Equador durante sua presidência. Como todos os presidentes equatorianos, ele não foi permitido tentar um segundo mandato. Após sua presidência, ele continuou como líder de seu partido. A 22 de março de 1990 foi agraciado com o Grande-Colar da Ordem do Infante D. Henrique de Portugal. Ele concorreu novamente para presidente em 1998, recebendo 12% dos votos e chegando em terceiro lugar, e novamente tentou em 2002, recebendo 14% dos votos e o quarto lugar.

## Obras
É autor dos seguintes ensaios:
- Tratado de Derecho Político y Constitucional
- Socialismo Democrático
- La Ética del Poder
- El Asilo Diplomático en América
- La Democracia en América Latina
- Derechos Humanos: una nueva perspectiva
- Democracia y populismo
- La lucha de América Latina por la democracia
- Enciclopedia de la Política
- Recovecos de la Historia
- Sociedad, Cultura y Derecho